# Quercus gomeziana
Quercus gomeziana A.Camus – gatunek roślin z rodziny bukowatych (Fagaceae Dumort.). Występuje naturalnie w Mjanmie oraz Tajlandii.

## Morfologia
PokrójZimozielone lub częściowo zrzucające liście drzewo.
LiścieBlaszka liściowa ma odwrotnie jajowaty, eliptyczny lub lancetowaty kształt. Mierzy 13–17 cm długości oraz 3–7 cm szerokości, ma ostrokątną nasadę i ostry wierzchołek. Ogonek liściowy jest nagi i ma 7–10 mm długości.
OwoceOrzechy o kulistym kształcie, dorastają do 14–15 mm długości. Osadzone są pojedynczo w falistych miseczkach mierzących 3–4 mm średnicy. Zebrane są w kątach kłosów o długości 9–10 cm.